# Teresa Gracia
Teresa Gracia García (Barcelona, España, 23 de enero de 1932-Madrid, 10 de septiembre de 2001) fue una escritora española. Salió de España al final de la Guerra Civil, y vivió exiliada hasta 1980 en Francia, Venezuela e Italia.

## Biografía
El 23 de enero de 1939, el mismo día que cumple siete años, cruza la frontera hispanofrancesa acompañada de su madre, algunos familiares y Federico Urales, progenitor de Federica Montseny. Poco más tarde, su padre, Leopoldo Gracia Cantuer, oficial de infantería afiliado a la CNT, seguirá sus pasos. Forman parte del éxodo de cientos de miles de españoles que abandonan su país ante la inminente caída de la República. En febrero, madre e hija son trasladadas a un centro de refugiados en Saint Simon, cerca de Aurillac. A finales de diciembre reciben noticia de la existencia de campos de concentración y del paradero del padre: los campos de Saint Cyprien y Argelès-sur-Mer. Parten a su encuentro e ingresan voluntariamente en el de Saint-Cyprien. Más tarde serán trasladadas al de Argelès-sur-Mer. Permanecen internadas algo más de un año, hasta enero de 1941. El día en que son liberadas, el padre regala a Teresa un ejemplar del Quijote.
Teresa estudia en el Lycée de Jeunes Filles de Toulouse, ciudad en la que el padre trabaja en una fábrica de calzado. Tras finalizar la Segunda Guerra Mundial, los Gracia se instalarían en París hasta 1948, año en que la familia pone rumbo a Venezuela. Teresa concluye los estudios de bachillerato en el instituto Andrés Bello y colabora como precoz columnista en la prensa de Caracas (La Tarde, Últimas Noticias, La Esfera, Élite). El cierre de las universidades decretado por el general Marcos Pérez Jiménez en 1952 provoca su regreso a París para empezar Filosofía en la Sorbonne, estudios que no finalizará. Traba amistad con Enrique Cruz Salido, José Martínez Guerricabeitia y otros exiliados, al tiempo que escribe crónicas parisinas para la prensa caraqueña. Frecuenta los cafés de Saint-Germain des Prés y acude a la Filmoteca en compañía de los cineastas Eric Rohmer y Jacques Rivette. Protagoniza Berenice (1954), cortometraje de Rohmer inspirado en un cuento de Poe. 
Entre 1955 y 1957, viajará y residirá como enviada especial de la prensa venezolana (Últimas Noticias, El Nacional, Momento) en América Central e Italia. A partir de 1958 trabaja en París como secretaria de redacción, primero en la revista Arguments, dirigida por Edgar Morin, y más tarde en Présence Africaine, coordinada por Léopold Sédar Senghor, Alioune Diop y Aimé Cesaire, así como en los estudios del cineasta Joris Ivens. Se afilia a la Federación Ibérica de Juventudes Libertarias y a Solidaridad Obrera. Lee a los autores anarquistas y a los filósofos hinduistas. Entabla amistad con el poeta Benjamin Péret (1899-1959), que había combatido como voluntario en la guerra civil española. Interviene en una escena de la película Paris nous appartient (1960), de Jacques Rivette. Con el nombre de Teresa Gracia Santillán, publica Panama Party (Denoël, 1962), novela escrita en francés, sátira de las dictaduras centroamericanas, bien acogida por la crítica y que proporciona a su autora una discreta popularidad. En 1968, se traslada a Roma, sede de la FAO para hacerse cargo de la versión castellana de Ceres, revista de la organización. En la capital de Italia conoce al periodista español José Luis Muñiz, con quien se casa y tendrá dos hijos. 
En 1978 obtiene el Premio de Teatro Aguilar por Las republicanas, que lleva por única introducción las siguientes palabras: “Tragedia. El hemiciclo se abre ante el mar. La representación es para peces y navegantes. El público recibe las palabras por boca de los peces que se quieran ahogar sacando la cabeza al aire…”. La acción se desenvuelve en un campo de concentración frente al mar.  En 1980 se establece en Madrid. Colabora sucesivamente y hasta mediados de los 90 en las páginas de los periódicos Pueblo,  Diario 16 y ABC. Publica su poemario Destierro (Pre-Textos, 1982), en cuyo prólogo, fechado en 1976, María Zambrano escribe: “Nada más acusador para la historia, para el hombre sumergido por ella o en ella embarcado creyéndose dirigente o delegado de lo supremo, que la presencia de la Niña de apretados labios y ojos abiertos como si nunca pudieran cerrarse”. En una entrevista aparecida en la revista literaria Quimera, Teresa Gracia explicará: “Ese poema ya no es mi voz. Es la de muchos otros, los que quedaron en los campos de concentración tanto tiempo, un año, dos, o quizá solo un día porque murieron al siguiente”.  
En 1990 estrena Entremés del cajero honrado en busca de amor en el Teatro Salón Cervantes de Alcalá de Henares; la pieza comparte cartel con un entremés apócrifo de Miguel de Cervantes, y sendos entremeses de Cipriano Rivas Cherif y Manuel Azaña.
Publica las obras dramáticas Casas Viejas y Una mañana, una tarde y una vida de la señorita Pura (Endymión, 1992). Escritas a principios de los años 70, abordan el credo anarquista y el escepticismo ante las ideologías.   Ven la luz sus poemarios Meditación de la montaña (Pre-Textos, 1988) y Manifiesto contra el verso libre y cuarenta y tantos sonetos al soneto (Huerga & Fierro, 1997). La antología Ocho poetas raros, de José Luis Gallero y José María Parreño (Árdora, 1992), incluye una conversación en la que Teresa Gracia declara: “Posiblemente, hay poetas que viven felizmente en ambos mundos —el exterior y el propio—, que dosifican su creación y su vida… pero no hablemos de poetas felices, sino de los que descubren un canto maravilloso, que puede llevarlos al fracaso y a la muerte. Un poeta debe ser extraordinariamente valiente”.   En la obra de Teresa Gracia, la crítica ha destacado la conjunción de una construcción clásica, evocadora de la tragedia cervantina y de los maestros del siglo de oro, con el lenguaje propio de las vanguardias. El conjunto de sus textos representa un proyecto literario sin fronteras genéricas delimitadas, un registro sin catalogar, en el que conviven la narración, el poema y la pieza teatral.

## Obras
- Panama Party, Denoël, París, 1962.
- Destierro, Pre-Textos, Valencia, 1982; con prólogo de María Zambrano.
- Las Republicanas, Pre-Textos, Valencia, 1984; reeditada en Ade Teatro, Madrid, 1998, con prólogo de César de Vicente.
- Meditación de la montaña, Pre-Textos, Valencia, 1988.
- “González y la condesa Catalina”, Contra aquello y esto, n.º 1, Madrid, 1988.
- Casas Viejas & Una mañana, una tarde y una vida de la Señorita Pura, Endymión, Madrid, 1992; con prólogo de la autora.
- Manifiesto contra el verso libre y cuarenta y tantos sonetos al soneto, Huerga & Fierro, Madrid, 1997; con prólogo de la autora.
- “Mayéutica. Pieza en un acto para estrado”, Rey Lagarto, nº. 30, Oviedo, 1997.
- “La exexiliada”, Laberintos, n.º 3, Valencia, 2004; con Prólogo de W. L. Zaza.